# Frédéric Albert Constantin Weber
Frédéric Albert Constantin Weber (Wolfisheim, 17 maggio 1830 – Parigi, 27 luglio 1903) è stato un botanico francese.
Nel 1852 conseguì il dottorato in medicina presso l'Università di Strasburgo con la tesi De l'hémorrhagie des méninges cérébrales. Nel 1864-67 prestò servizio come medico militare in una spedizione militare francese in Messico.
Fu l'autore tassonomico o coautore di molte specie di cactus. Descrisse anche alcune specie di agave, tra cui l'agave tequilana, l'agave tequila (1902). Il genere Weberocereus commemora il suo nome.